# Amphidasya bullata
Amphidasya bullata är en måreväxtart som beskrevs av Paul Carpenter Standley. Amphidasya bullata ingår i släktet Amphidasya och familjen måreväxter. Inga underarter finns listade i Catalogue of Life.